# Território de Orleans
O Território de Orleans foi um território organizado incorporado dos Estados Unidos que existiu de 1 de outubro de 1804 a 30 de abril de 1812, quando foi admitido na União como o estado de Luisiana, enquanto que o Território da Louisiana foi renomeado para Território do Missouri.